# FK Dunav Ruse
Pour les articles homonymes, voir Ruse.
Maillots
Le Dunav Ruse (en bulgare : Дунав Русе) est un club bulgare de football basé à Roussé, dans le nord du pays. Il évolue en deuxième division bulgare. 

## Historique
- 1949 : Fondation du club

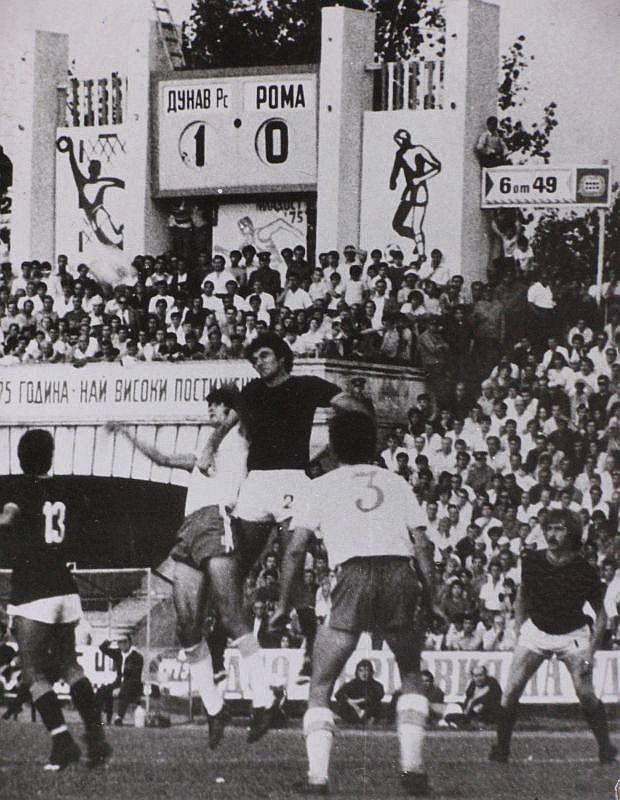
Photo de la rencontre retour de Coupe UEFA face à l'AS Rome le 1er octobre 1975.

- 1951 : Première saison en A PFG, le championnat de première division bulgare, sous le nom de DSO Torpedo Ruse. Cette première saison tourne à la catastrophe, avec seulement quatre matchs nuls en vingt-deux rencontres, synonyme de dernière place au classement et de relégation directe en B PFG. Le second passage, en 1956 est tout aussi bref.
- 1957 : le club change de nom et devient le Dunav Ruse. Il accède la même année à la première division, où il va s'y maintenir pendant dix ans.
- 1962 : Le Dunav Ruse réussit sa meilleure performance en Coupe de Bulgarie, en s'inclinant en finale face au PFC Botev Plovdiv.
- 1967 : Nouvelle relégation du club en deuxième division après une saison manquée. Il parvient à remonter parmi l'élite dès l'année suivante.
- 1973 : Un scandale de matchs présumés truqués par le club met fin à huit saisons consécutives en D1. Soupçonnés de corruption, tout comme la formation du Chernomorets Bourgas, Dunav Ruse est rétrogradé en deuxième division alors qu'il avait terminé 6e du championnat. Une fois encore, le séjour en D2 ne dure qu'un an.
- 1974 : Tout juste promu, le club se hisse à la quatrième place du classement, son meilleur résultat en championnat. Grâce à cette performance et au succès du PFC Slavia Sofia en Coupe de Bulgarie, le Dunav se qualifie pour la Coupe UEFA.
- 1975 : première et unique participation à une compétition européenne, la Coupe UEFA. Le club est éliminé dès son entrée en lice au premier tour par le club italien de l'AS Rome (défaite 2-0 en Italie et victoire 1-0 à Ruse)
- 1977 : Nouvelle relégation en D2. Cette fois-ci, le Dunav va mettre sept ans à revenir en A PFG.
- 1991 : Dernière saison du club au plus haut niveau, en première division. Une avant-dernière place au classement final le condamne à la relégation.
- 2016 : Nouvelle promotion du club en première division bulgare. Le club sera leader durant plusieurs journées.

Parmi les grands noms ayant porté les couleurs du club, on peut citer Dobromir Zhechev et Asparuh Nikodimov en tant qu'entraîneur et Nikola Yordanov, international bulgare et meilleur buteur du championnat sous les couleurs du Dunav en 1962.

## Bilan sportif

### Palmarès
- Coupe de Bulgarie :
  - Finaliste en 1962.

### Bilan européen
Note : dans les résultats ci-dessous, le score du club est toujours donné en premier
| Saison    | Compétition  | Tour           | Club            | Domicile | Extérieur | Total |
| --------- | ------------ | -------------- | --------------- | -------- | --------- | ----- |
| 1975-1976 | Coupe UEFA   | Premier tour   | AS Rome         | 1 - 0    | 0 - 2     | 1 - 2 |
| 2017-2018 | Ligue Europa | Premier tour Q | Irtych Pavlodar | 0 - 2    | 0 - 1     | 0 - 3 |

Légende
- Victoire ou qualification pour le tour suivant
- Match nul
- Défaite ou élimination de la compétition